# Pierre Blanck
Pour les articles homonymes, voir Blanck.
Pierre Isodore Blanck, né le 9 août 1913 à Pierrepont-sur-l'Arentèle et mort le 1er avril 1993 à Épinal, est un homme politique français. Il est maire socialiste d'Épinal de 1977 à 1983.

## Biographie
Né en 1913 à Pierrepont-sur-l'Arentèle dans le canton de Bruyères, il est pupille de la Nation, son père étant tué le 13 mai 1915, près de Notre-Dame de Lorette. Issu d'une famille d'agriculteurs, il entre dans l'administration postale en 1929, après être allé au collège à Bruyères. Il est fait prisonnier au début de la Seconde Guerre mondiale et passe six ans emprisonné, dont cinq passés en province de Prusse-Orientale.
A la Libération, il est élu conseiller général de son canton. Deux ans plus tard, il entre au conseil municipal d'Épinal, présidé alors par Charles Guthmüller. Il n'en démissionne qu'en 1986 pour raisons de santé. Premier adjoint au maire d'André Argant, professeur à l'institution Saint-Joseph, il devient maire de la ville en mars 1977, devenant ainsi conseiller régional de Lorraine.
Il est battu aux municipales de 1983 par Philippe Séguin, nouveau député de la circonscription. Après avoir siégé à l'assemblée départementale des Vosges de 1945 à 1949, il redevient conseiller général en 1973, lors de la création du canton d'Épinal-Est, après avoir échoué deux fois dans son propre canton de Bruyères et dans celui de Rambervillers. Son succès intervient au second tour contre l'avocat spinalien Jean-François Dupré, ancien élu de Xertigny.
Il meurt au centre hospitalier Jean Monnet d'Épinal le 1er avril 1993 auprès de son épouse Marie.

## Source
- Bertrand Munier, 1791-2003, Le grand livre des élus vosgiens, Gérard Louis, 2003, p.  36